# Oxystegus
Oxystegus là một chi rêu trong họ Pottiaceae.